# Nicolas Edme Restif de La Bretonne
Nicolas Edme Restif (/ʁe.tif/), dit Restif de La Bretonne, également épelé Rétif et de La Bretone, est un écrivain français né le 23 octobre 1734 à Sacy et mort le 3 février 1806 à Paris.
Fils d'un laboureur de l'Yonne, il emménage avec sa famille lorsqu'il a huit ans dans la métairie de La Bretonne, située dans le même village de Sacy. Devenu ouvrier typographe à Auxerre et Dijon, Nicolas Restif de La Bretonne s'installe à Paris en 1761 : c'est alors qu'il commence à écrire. Sa vie personnelle est compliquée et il joue sans doute le rôle d'indicateur de police. Par son métier dans l'imprimerie, il rencontre des écrivains comme Beaumarchais, Louis-Sébastien Mercier, Grimod de La Reynière ou Cazotte.
Graphomane, il fait paraître de très nombreux ouvrages touchant à des genres divers, du roman licencieux, comme L'Anti-Justine, ou les Délices de l'amour, au témoignage sur Paris et la Révolution avec Les Nuits de Paris ou le Spectateur nocturne (1788-1794, 8 volumes), en passant par la biographie, avec La Vie de mon père en 1779, œuvre dans laquelle il brosse un tableau idyllique du monde paysan avant la Révolution à travers la représentation élogieuse de son père. Il a également écrit des pièces de théâtre qui n'ont jamais été jouées. Perpétuellement à court d'argent – il mourut dans la misère –, il écrit aussi de nombreux textes pour réformer la marche du monde.
L'œuvre maîtresse de Restif de la Bretonne est Monsieur Nicolas, une vaste autobiographie en huit volumes, échelonnés entre 1794 et 1797. Ce livre fleuve se présente comme la reconstruction d'une existence et expose les tourments personnels de l'auteur et narrateur, comme à propos de la paternité — le titre complet est Monsieur Nicolas, ou le Cœur humain dévoilé — ; mais il témoigne aussi de son temps et constitue une source très abondante de renseignements sur la vie rurale et sur le monde des imprimeurs au XVIIIe siècle.

## Biographie

### Jeunesse
Né le 23 octobre 1734 à Sacy, dans une maison actuellement située 115 Grande Rue, Nicolas Edme Restif est le fils aîné d’Edme Rétif, lieutenant du bailliage de Sacy, et de Barbe Ferlet. Le couple a huit autres enfants, en particulier Marie-Geneviève, née le 26 décembre 1738, et Pierre, né le 21 août 1744, qui prendra la succession de son père à la ferme. Riche laboureur, Edme achète la maison et le domaine de La Bretonne, à l’est de Sacy, le 12 mars 1740 ; la famille s’y installe en 1742.

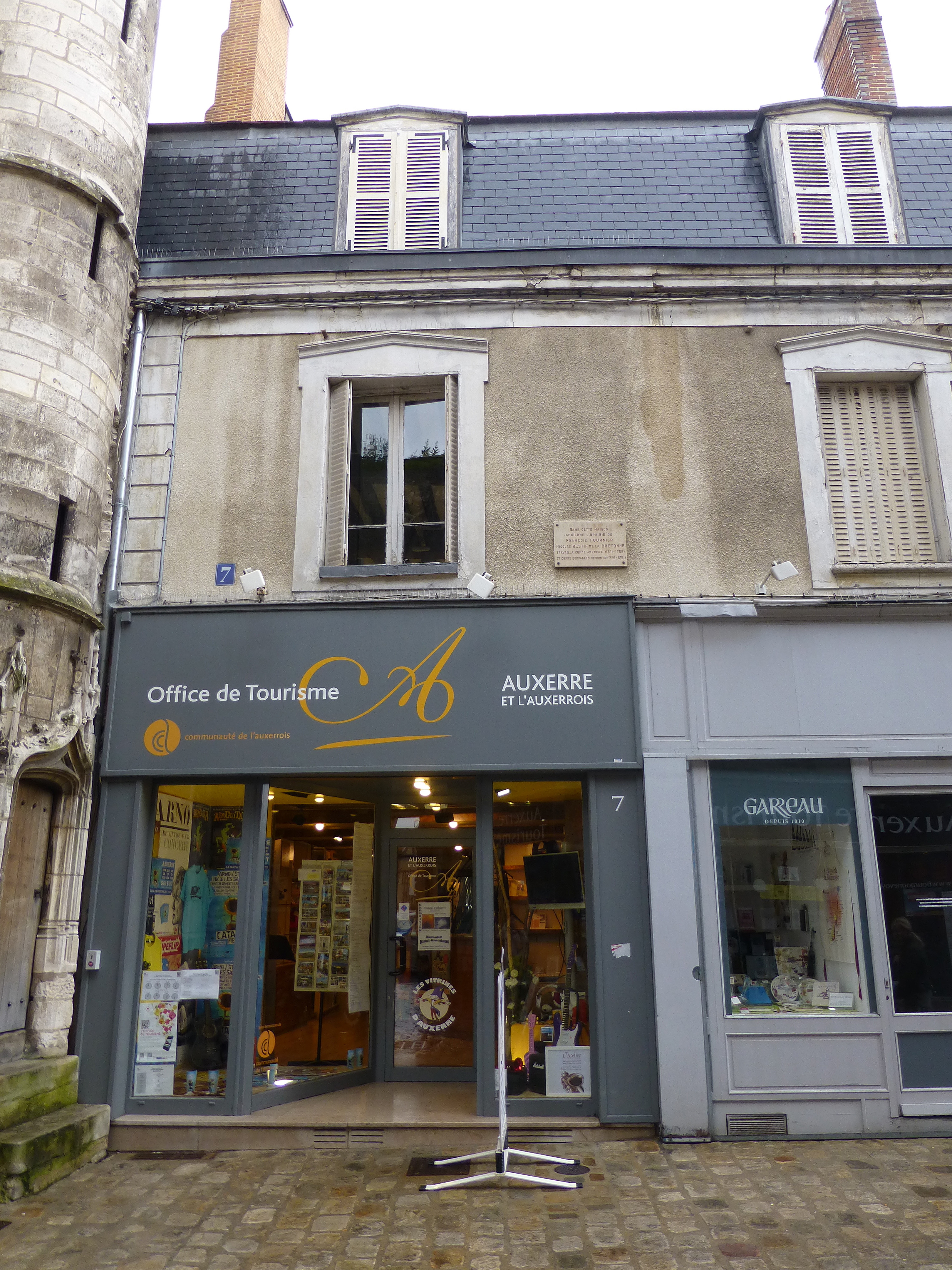
Ancienne librairie Fournier à Auxerre où Restif de La Bretonne travailla comme apprenti, puis comme compagnon imprimeur.

Mis en pension chez sa demi-sœur Anne à Vermenton en juillet 1745, le jeune Nicolas va ensuite à Joux, chez le maître d'école Christophe Berthier, en octobre. Le 17 octobre 1746, il part pour Bicêtre, où, sous l’autorité de son demi-frère Thomas, un clerc tonsuré, il est élève à l’école des enfants de chœur de l’hôpital. Obligés de quitter Bicêtre dans le cadre de la lutte du nouvel archevêque de Paris, Christophe de Beaumont, contre le jansénisme, les deux frères regagnent Auxerre le 20 décembre 1747. À la fin du mois, Nicolas est à Courgis chez son demi-frère et parrain, curé du village. Là, il tombe amoureux en secret, en 1748, d'une fille de notaire, Jeannette Rousseau, qu'il songera longtemps à épouser, y compris après son divorce, alors qu'elle est déjà morte. Il commence, en 1749, à tenir ses cahiers, ou Memoranda, où il rédige ses premiers essais poétiques et deux actes d’une comédie latine en prose imitée de Térence,.
Renvoyé par son demi-frère en novembre 1750 pour son insoumission et parce qu'il s'intéresse trop aux jeunes filles, il rentre à Sacy, où il se consacre pendant dix-huit mois aux travaux des champs,.
De santé très délicate, Restif est destiné à l’origine à entrer dans l’Église. Mais il semble qu’il soit plutôt un coureur de jupons, ce qui le fait renoncer à la prêtrise.
D’abord berger dans son village, le 14 juillet 1751 il est envoyé par ses parents travailler comme apprenti typographe à Auxerre chez l’imprimeur François Fournier. Il tombe amoureux de l’épouse de son patron, Marguerite Collet, née en 1724, passée dans son œuvre sous le nom de « Collette Parangon » et il se lie d'amitié avec Louis-Timothée Loiseau, arrivé en apprentissage le 15 juillet 1754. Devenu ouvrier typographe, il se rend à Paris en 1755, où il devient compagnon-imprimeur et entre à l'Imprimerie royale du Louvre le 22 septembre. Rejoint par Loiseau en septembre 1756, il travaille ensuite chez l'imprimeur Hérissant, rue Notre-Dame, et prend pension chez Bonne Sellier, rue Galande. En 1757, il se fait embaucher chez André Knapen, imprimeur d'affiches, de mémoires d'avocats et de pamphlets et s'installe dans une mansarde, rue Sainte-Anne-du-Palais.
Il a prétendu s'être marié en mars 1759 avec une jeune Anglaise, Henriette Kircher, désireuse d'acquérir la nationalité française dans le cadre d'un épineux procès d'héritage. Derrière ce conte, selon Daniel Baruch, se cacherait une affaire d'espionnage. L’Irlandais Théobald Taaffe, agent de Choiseul, l'aurait engagé après l'attentat de Damiens contre Louis XV dans le cadre de la répression qui frappe les milieux des libraires et des imprimeurs dans les années 1757-1759, et dans le cadre des luttes anti-jansénistes, afin qu'il dénonce les imprimeries clandestines à l'origine de placards hostiles au gouvernement.
Quoi qu'il en soit, il quitte Paris pour Dijon, avant de retourner chez Fournier, à Auxerre. Le 22 avril 1760, il se marie à Auxerre avec Agnès Lebègue, avec laquelle il a quatre filles, Agnès, Marie, Élisabeth, dite Élise ou Babiche, et Marie-Anne, dite Marion. En juin 1761, le couple s’installe à Paris, où Restif travaille dans diverses imprimeries jusqu'en 1767. Son père meurt le 16 décembre 1763, à l'âge de 73 ans. Après cet événement, les Restif se rendent à Sacy, où son frère Pierre a succédé à Edme et où Marion voit le jour. Laissant là sa femme et sa fille, Restif retourne peu après à Paris, où il travaille chez Quillau en qualité de prote. Le couple se retrouve en 1765 et s'installe rue de la Harpe, avec leur aînée, Agnès. La même année, Restif se lie à Pierre-Jean-Baptiste Nougaret lors de l'impression de Lucette ou les Progrès du libertinage, roman de ce dernier paru chez Quillau, dans l'espoir, d'une part, qu'il puisse utiliser son entregent d'écrivain déjà publié pour l'aider à faire éditer un premier roman, La Famille vertueuse, et, d'autre part, qu'il l'aide ensuite à apporter les corrections nécessaires à sa publication. Toutefois, cette collaboration initiale tourne rapidement à la rivalité littéraire, dans la mesure où les deux auteurs exploitent le même filon – la corruption des vertus campagnardes au contact de la vie urbaine puis, dans les années 1780, les historiettes parisiennes,.
Doué d’une imagination vive et souvent extravagante, d’un esprit observateur et, en même temps, d’un tempérament qui le porte à une vie de désordres sans frein, Restif étudie de près les mœurs populaires qu'il reproduit plus tard dans les plus grands détails, quand, dans les années 1760, il se met à écrire.

### Carrière littéraire

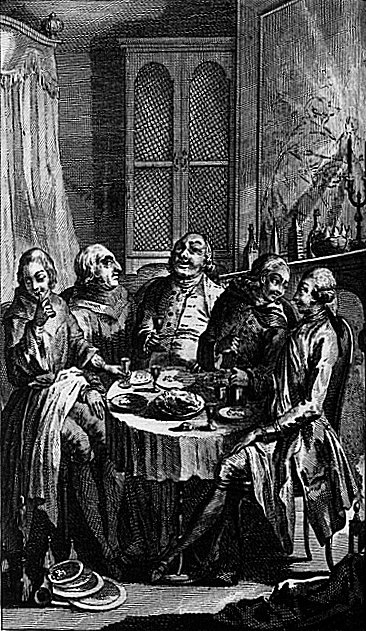
Gravure pour le Paysan perverti (1776) par Louis Binet. Edmond (le protagoniste) dîne avec quatre moines.

En 1767, Restif publie sa première œuvre importante, la Famille vertueuse, et abandonne son métier. Cette première œuvre est suivie, entre autres, du Pied de Fanchette (1769), qui célèbre le fantasme du pied féminin ; du Paysan perverti (1775), qui contribue à le faire connaître ; de La Vie de mon père (1778) ; des Contemporaines (1780) qui le rend célèbre ; de la Paysanne pervertie (1784), les Parisiennes (1787), Ingénue Saxancourt (1789) et Anti-Justine (1793). À partir du Quadragénaire (1777), ses œuvres sont accompagnées d'illustrations, afin de combattre les contrefaçons.
Par ailleurs, encore en 1767, selon plusieurs biographes, ses activités d'espion cessent de concerner le milieu de l'imprimerie ; il devient « mouche », ou indicateur, de police, ce qu’il serait resté jusqu’en 1789,,.
Enfin, Agnès Lebègue vend en 1767 des étoffes dans la région parisienne. À partir de 1768, Restif et sa femme vivent de moins en moins ensemble. Après la mort de sa mère à l'âge de 68 ans le 6 juillet 1771, Restif vend sa part de patrimoine à son frère Pierre en 1773, tandis que sa fille Agnès est placée chez une marchande de modes, voisine de la « tante Bizet », demi-sœur de l'écrivain, et qu'Agnès Lebègue part en province avec Marion.
Installé en 1776 au 44, rue de Bièvre, chez Mme Debée, dans un logement que lui laisse sa femme, il y rencontre en 1780 la jeune Sara, fille de sa logeuse, qui lui inspire notamment La Dernière Aventure d'un homme de quarante-cinq ans (1783). En 1778, Agnès revient vivre auprès de son père, tandis que Marion est placée jusqu'en 1783. Au début de 1779, Restif rencontre Beaumarchais, qui lui aurait proposé la direction, en qualité de prote, de l'impression des œuvres de Voltaire à Kehl. Entre 1785 et 1791, les deux hommes entretiennent des relations aussi étroites que peu connues – marquées, du côté de Restif, plus par l'admiration et, du côté de Beaumarchais, plus par une cordiale affection –, et qui sont peut-être liées à la succession du duc de Choiseul[Lequel ?], l'homme d'affaires étant le principal syndic des créanciers,. Ces relations reprennent à partir de 1796, après le règlement de l'affaire des fusils de Hollande et le retour en France de Beaumarchais.
En 1779 (voir infra), comme il parcourt les rues de Paris et de l’île Saint-Louis, la nuit, se surnommant lui-même « le hibou », il commence à écrire sur les ponts et les murs. Après le mariage, le 1er mai, d'Agnès Restif avec Charles-Marie Augé, un fils, baptisé Jean-Nicolas, voit le jour le 28 décembre. Cependant, Restif quitte Sara et la rue de Bièvre, et s'installe 10, rue des Bernardins, où sa fille Marion vient le rejoindre le 2 janvier 1785. Puis, le 21 juillet, après une première fugue le 31 janvier, Agnès fuit le domicile conjugal et vient, elle aussi, s'installer chez son père. Peu après, le 26 novembre, Restif et sa femme se séparent définitivement.
En 1782, il entre en relation avec Grimod de La Reynière (dont il fait le héros-narrateur du Palais-Royal sous le nom d'Aquilin des Escopettes) et, en septembre, avec Louis-Sébastien Mercier, qui a fait son éloge dans le Tableau de Paris, et avec lequel il se brouille entre 1797 et 1800, à la suite de son échec à l'Institut national et, surtout, du conflit entre Restif et Nicolas de Bonneville sur la vente des huit premières parties de Monsieur Nicolas. Celui-ci l'encourage à écrire pour le théâtre et le présente à Fanny de Beauharnais, chez laquelle il se rend pour la première fois le 8 juin 1787. Il rencontre chez elle Cazotte (qui lui aurait inspiré ses Revies et à qui il attribue ses Posthumes), Jean-Paul Rabaut Saint-Étienne, Cubières, son premier biographe, et Stanislas Potocki. Le 1er août 1786, il se lie, lors d'un dîner, avec Gabriel Sénac de Meilhan, qu'il revoit en 1789 à l'occasion d'un projet de Mémoires du duc de Richelieu finalement abandonné, à la suite de la parution de ceux de Jean-Louis Giraud-Soulavie. Restif imprime en août 1790 un prospectus – sans doute celui des Principes et les causes de la Révolution française – pour Sénac de Meilhan, qui l'invite à plusieurs reprises à dîner chez lui, rue Bergère ; un soir de novembre ou décembre 1789, il y rencontre Charles-Maurice de Talleyrand-Périgord, Emmanuel-Joseph Sieyès (qui lui envoie ses ouvrages politiques), la duchesse de Luynes et Mathieu Paul Louis de Montmorency-Laval.

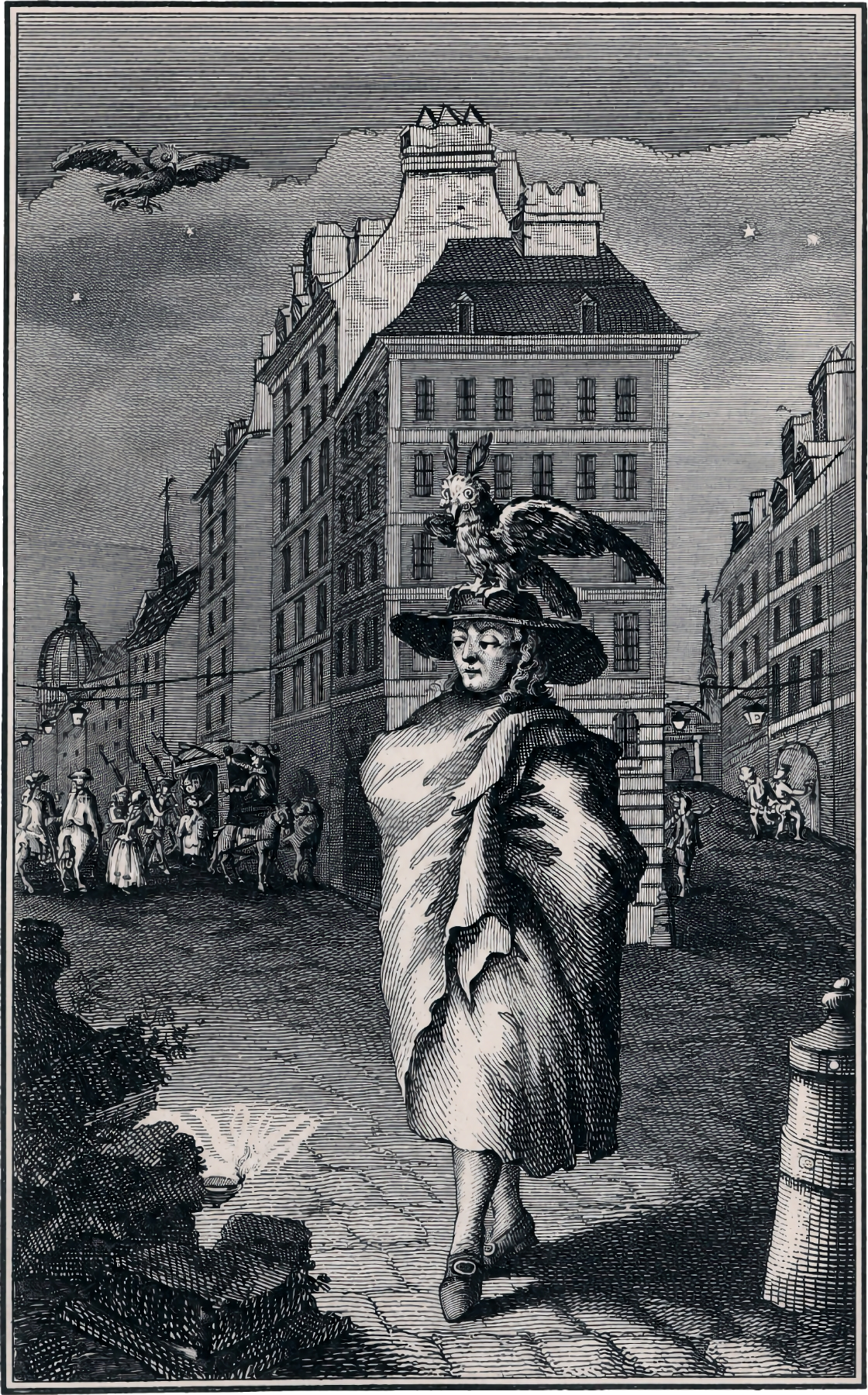
Frontispice des Nuits de Paris (1788), dessinée et gravée par Moreau le Jeune, représentant le Hibou-Spectateur, marchant la nuit dans les rues de la capitale. On voit au-dessus de sa tête voler le hibou et dans les rues un enlèvement de filles, des voleurs qui crochètent une porte, le guet à cheval et le guet à pied. Que de choses à voir quand les yeux sont fermés !.

En 1786, il envisage de créer Le Contradicteur, un journal littéraire destiné à « relever les bévues de tous les autres, et à venger les gens de lettres de leurs injustices » ; il tente d'associer ses amis, en particulier l'abbé Jean Roy, d'obtenir le privilège et de trouver des fonds, rédigeant un prospectus qu'il soumet en avril à Beaumarchais. Toutefois, le projet n'aboutit pas.
Le 22 décembre 1786, « à sept heures du soir », Restif entreprend la rédaction des Nuits de Paris, qui témoigne, selon les spécialistes, de son emploi de « mouche » au service de la police royale ; en effet, le texte fourmille d’indications de ses liens avec la police, qu’il semble en mesure d’appeler à tout moment ; il se promène armé d'un bâton, de pistolets et vêtu d'un manteau bleu, uniforme des policiers ; il menace ceux qu’il interpelle d’en appeler à l’autorité, se rend sans cesse au corps de garde, etc..
En 1788, après une querelle avec le procureur Poincloud, « principal locataire », il s'installe au 11, rue de la Bûcherie, où il demeure jusqu'en 1797, avant de déménager au no 9 de la même rue, son dernier domicile.
Le 14 novembre 1783, il entame la rédaction de Monsieur Nicolas, qu'il interrompt quelques semaines avant de la reprendre le 11 février 1784. Après l'avoir délaissé, à partir du 26 août suivant, pour Les Veillées du Marais, il s'y remet le 11 décembre. Arrivé le 25 janvier 1785 à la page 910 de son manuscrit, il le remet, le 9 avril, au censeur Toustain-Richebourg, avant de terminer la VIIIe époque, à la page 925, le 20 août. Puis, du 31 juillet au 21 août 1790, il relit le manuscrit, auquel il ajoute quelques passages, avant de se lancer dans l'impression. Lancée le 24 août 1790, celle-ci est délaissée en 1792 au profit de celle des Provinciales, avant de reprendre le 7 février 1793, jusqu'au 21 septembre 1797.
À l’avènement de la Révolution, il est arrêté, les 14 juillet et 29 octobre 1789, et conduit au corps de garde sur dénonciation d'Augé, son gendre, qui l'accuse d'être un espion du roi et l'auteur de Dom Bougre aux États généraux ou doléances du portier des chartreux — ce qui est faux — ; il est libéré après quatre ou cinq jours de détention. Au début de 1790, il aménage une petite imprimerie à son domicile, au quatrième étage du no 11 de la rue de la Bûcherie. À la fin de 1791, il acquiert une deuxième presse (installée peut-être, dans un premier temps, au no 6 de la rue de la Bûcherie, avant de rejoindre le quatrième étage du no 11) dans l'espoir de gagner sa vie grâce à une activité d'imprimeur, et s'engage dans une association avec son neveu Edme-Étienne Restif, fils de Pierre né en 1769, et Meymac. Au début de 1792, il embauche trois apprentis, mais de fréquents conflits l'opposent à ces derniers, deux d'entre eux étant renvoyés en août et septembre. On ne connaît pas le volume d'activité de cette imprimerie, dont l'essentiel est représenté par l'impression des manuscrits de Restif (Les Provinciales, Le Drame de la vie, le Théâtre, Monsieur Nicolas, Les Posthumes, etc.). On sait toutefois qu'il imprime une pièce de Mercier pour Bonneville, du Cercle social, en 1792.
En 1791, sa fille cadette Marion épouse son cousin Edme-Étienne, avec lequel elle a trois filles, Anne (morte le 21 juin 1805 à l'âge de douze ans), Marie-Antoinette-Valère (1790-1817) et Charlotte-Étienne (morte célibataire le 9 août 1817, à l'âge de vingt-six ans). Toutefois, son époux meurt le 15 juillet 1794, la laissant seule avec les trois enfants. Quant à l'aînée, Agnès, divorcée d'Augé le 11 janvier 1794, elle met au monde un fils, le 17 août, Frédéric-Victor, né de sa liaison avec Louis-Claude-Victor Vignon (1770-1854),,. De son côté, Restif, séparé définitivement de sa femme depuis le 26 novembre 1785, reçoit, le 26 novembre 1793, une assignation en divorce des mains du juge de paix Charles Louis Mathias Hû, qui fouille ses papiers et met les scellés chez lui. Toutefois, à la suite de l'intervention de ses filles, Agnès Lebègue se désiste du scellé, sans inventaire, et le divorce est prononcé le 5 février 1794,.
Témoin des événements de la Révolution, il fait paraître Le plus fort des pamphlets (26 février 1789), Les Nuits de Paris (1788-1793), Le Thesmographe (janvier 1790), le Palais-Royal (25 avril 1790), les cinq volumes de son Théâtre (1793), les Provinciales (automne 1795), la Philosophie de Monsieur Nicolas (octobre ou novembre 1796), Monsieur Nicolas (1797, peut-être en novembre).
Malgré ses amitiés aristocratiques avec Grimod de La Reynière — fils rebelle devenu un partisan de la cause royaliste, auquel il adresse le 12 octobre 1792 une lettre de rupture —, Louis Le Peletier de Mortefontaine — qu'il a rencontré en avril 1784 —, ou Stanislas de Clermont-Tonnerre — auquel il rend hommage dans Le Thesmographe pour s'être opposé à la dernière période de l'article 10 de la Déclaration des droits de l'homme et du citoyen : « Nul ne doit être inquiété pour ses opinions, même religieuses, pourvu que leur manifestation ne trouble pas l’ordre public établi par la loi », —, Restif, qui signe dorénavant « Rétif Labretone » (les noms à particule devenant suspects), suit les changements de régime sans entrer réellement dans un combat politique partisan ; il intègre la garde nationale et participe aux assemblées de sa section, mais n'y joue pas un rôle actif, sauf une intervention en faveur de Roland le 21 novembre 1792. Jusqu'en 1791 au moins, Restif proclame son loyalisme monarchique, qui se transforme ensuite « en une virulente dénonciation de Louis XVI et de tous les rois ». Le 3 octobre 1793, il dîne chez son ami Henry Artaud de Bellevue avec Louis-Sébastien Mercier quand celui-ci est décrété d'accusation pour avoir signé en juin une protestation contre les événements du 31 mai et du 2 juin et l'arrestation de 29 députés et ministres girondins. Le même mois, il ajoute une « profession de foi » montagnarde à la 16e partie des Nuits de Paris. Après Thermidor, il participe chez Artaud à des dîners où il croise Mercier, Jean-Baptiste Louvet de Couvray, Jean-Denis Lanjuinais, l'abbé Grégoire et François Xavier Lanthenas. En 1795, il se lie avec le général Julienne de Bélair, après son retour de Hollande et avant son départ pour la campagne d'Italie. À la fin de Monsieur Nicolas, il insère une « fin du cœur humain dévoilé » dans laquelle il exprime son enthousiasme à l'égard du Coup d'État du 18 fructidor an V (4 septembre 1797) et de la loi promulguée le lendemain, rétablissant les décrets de la Convention nationale du 25 octobre 1795 contre les prêtres réfractaires, abrogés le 7 fructidor an V (24 août 1797). De même, dans Mon Testament, il se livre à une diatribe antiroyaliste, sans doute antérieure au 18 fructidor, jugeant que les véritables « anarchistes » ne sont pas les jacobins, mais les royalistes.

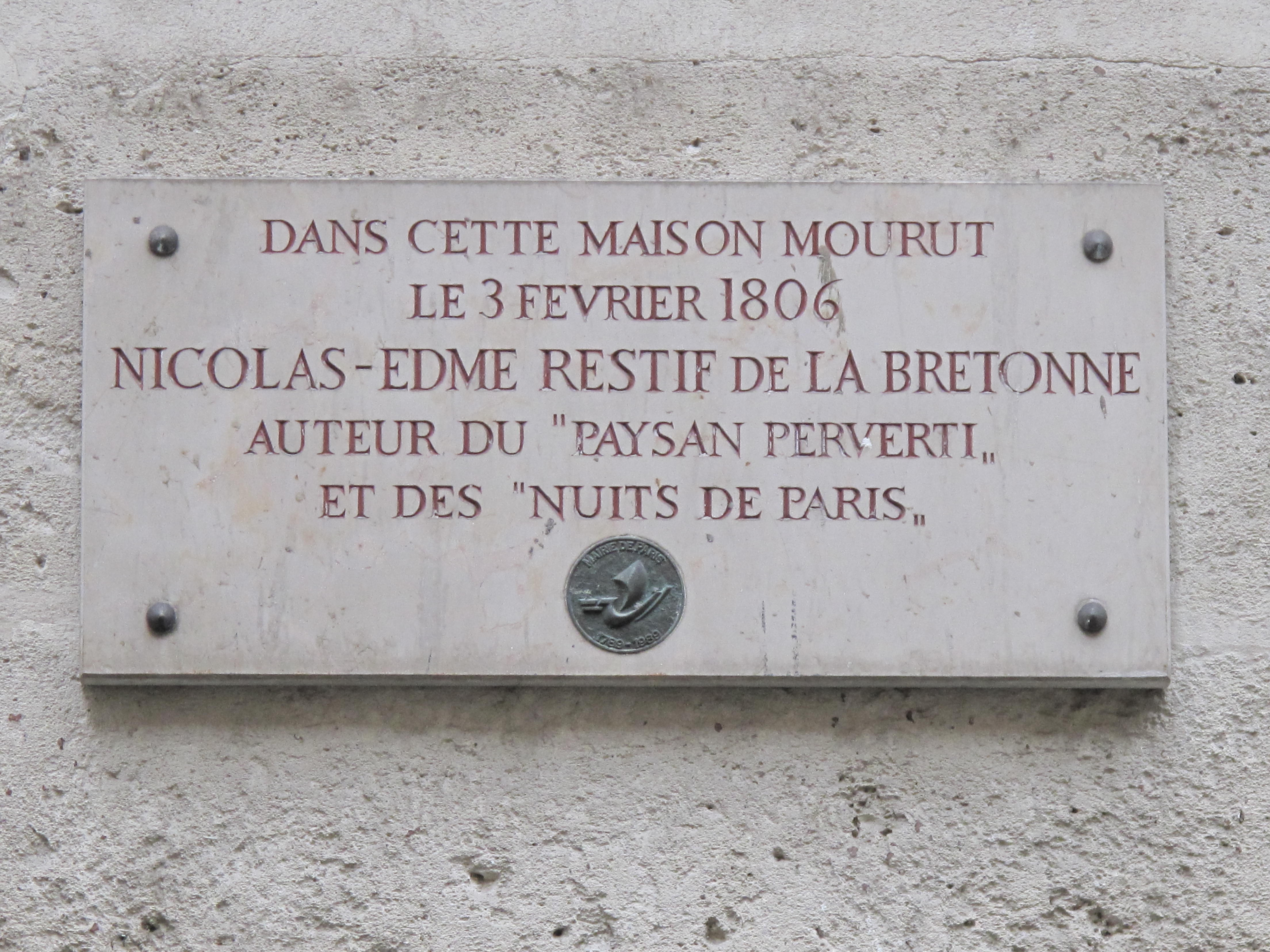
Plaque apposée au 16 rue de la Bûcherie, dans le 5e arrondissement de Paris, où est mort Nicolas-Edme Restif de La Bretonne.

Comme il est ruiné par la chute de l’assignat, et l’écriture le faisant à peine vivre, la Convention, en 1795, lui octroie 2 000 francs sur la somme allouée par le Gouvernement aux hommes de lettres dans le besoin. En avril-mai, il est hospitalisé pour une crise urinaire.
En 1796, Louis-Sébastien Mercier tente de le faire admettre dans la section littérature de l'Institut national. Mais sa proposition échoue, en dépit du soutien de Jacques-Henri Bernardin de Saint-Pierre, au prétexte qu'il « a du génie, mais il n'a pas de goût », selon le président de séance. Sur les instances de Mercier, il adresse alors une lettre au directeur Carnot. En réponse, trois des cinq directeurs, Carnot, Reubell et Barras signent le 23 vendémiaire (14 octobre) un arrêté lui allouant, à défaut des 1 500 livres d'indemnité des membres de l'Institut, une aide de cinq livres de pain par jour. Par ailleurs, il semble que Carnot ait manifesté par d'autres moyens sa bienveillance,, peut-être à la suite d'une recommandation de Fanny de Beauharnais. Après l'installation de Marion et de ses trois filles chez lui en 1797, il participe à un concours ouvert par l’assemblée administrative de l’Allier et se voit nommer au poste de professeur d’histoire à l’école centrale de Moulins le 14 floréal an VI. Mais, ayant obtenu le 20 avril 1798, grâce à Fanny de Beauharnais, un poste de premier sous-chef à la deuxième section de la deuxième direction, « traducteur de langue espagnole », au ministère de la Police générale, section des lettres interceptées, c'est-à-dire le Cabinet noir, rémunéré 333,68 francs par mois et 4 000 francs par an, il reste à Paris. Toutefois, sous le Consulat, son service est supprimé, et il perd son emploi le 24 prairial an X, même s’il touche son traitement jusqu’au 12 août,. Privé alors de ressources, il obtient le secours de Fanny de Beauharnais, qui tente de lui trouver une nouvelle place – elle écrit au préfet de Charente-Maritime. Le 2 juillet, les Posthumes et quelques feuilles imprimées de L'Enclos des oiseaux sont saisis chez lui ; les Posthumes n'en sont pas moins publiées quelque temps plus tard, probablement grâce à Fanny de Beauharnais. La même année paraissent les Nouvelles Contemporaines.
Aidé jusqu'au bout par Fanny de Beauharnais, il sollicite à plusieurs reprises des secours officiels. Après une première demande en décembre 1802, il sollicite, le 8 mars 1803, une pension littéraire à Chaptal, ministre de l'Intérieur. Le 3 novembre suivant, il écrit au ministre de la Justice, Claude Ambroise Régnier : « Il fait froid et je n'ai pas de quoi me chauffer. » On ne lui accorde, le 22 décembre, qu'un secours de 50 francs, qu'il ne reçoit d'ailleurs que le 28 février 1804. Après une nouvelle demande de secours à l'attention de Louis Bonaparte, au début de 1805, il meurt dans la misère le 3 février 1806, au 16 rue de la Bûcherie à Paris, au terme d'une maladie qui, selon Michel de Cubières, ne lui permettait plus de marcher ni de tenir une plume. Ses restes sont inhumés le 5 février au cimetière de Sainte-Catherine,.
Agnès Lebègue meurt chez sa fille aînée, au no 39 de la rue Saint-Germain-l'Auxerrois, le 29 août 1808, Agnès Restif en 1812, Marion en 1836. Jean-Nicolas Augé devient imprimeur, Frédéric-Victor Vignon écrivain. En 1811, Michel de Cubières publie l'Histoire des compagnes de Maria, recueil de nouvelles inédites de Restif, complété d'une notice sur sa vie et ses ouvrages.

## L'écrivain

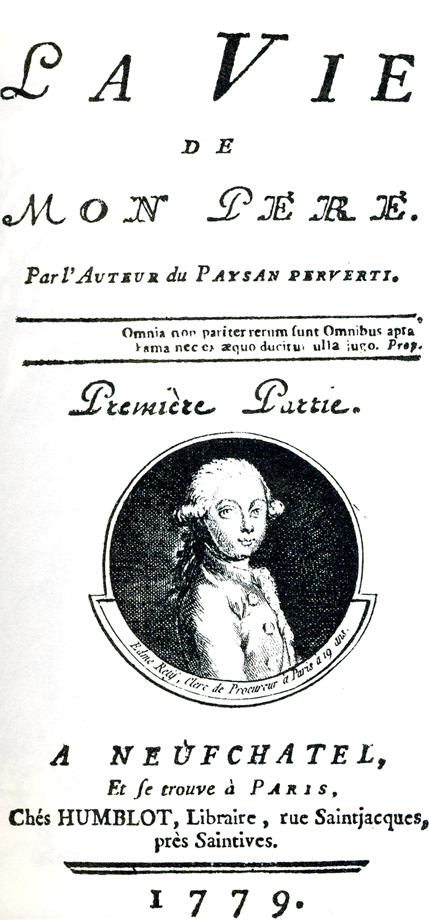
Page de titre de La Vie de mon père.

Admirateur des idées de Rousseau, dont il estimait du reste assez peu le talent, Restif voulut, à son exemple, émettre des projets de réforme sociale et montra dans ce qu’il écrivit sur le gouvernement, sur l’éducation, sur les femmes, le théâtre, etc., de la singularité et de la bizarrerie, mais également de la hardiesse, de l’originalité, quelquefois de la justesse. Le marquis de Sade et Restif, dont les points de vue sont quasi opposés, se détestaient ; le premier a dit du second qu’il dormait avec une presse au pied de son lit, tandis que Restif a traité Sade de « monstre », terme qu’il affectionne particulièrement et qu’on retrouve fréquemment sous sa plume. En revanche, il était apprécié notamment de Benjamin Constant, de Gabriel Sénac de Meilhan et de Schiller, qui a signalé à Goethe la publication de Monsieur Nicolas le 2 janvier 1798. Très critiqué par les puristes comme La Harpe (on lui a donné comme sobriquet « le Voltaire des femmes de chambre » ou « le Rousseau du ruisseau », mais Lavater l’appela « le Richardson français »), Gérard de Nerval lui consacre une biographie dans Les Illuminés, et il fait l’objet de l’admiration des surréalistes, notamment, qui le redécouvriront.
Imprimeur, il entendait également réformer la langue, l'orthographe et la syntaxe, créant de nombreux néologismes, par exemple: « etlrst » pour « etc. », « talionné » pour « assujetti à la loi du talion », « pornographe », « gynographe », « mimographe », « féique »… De la même façon, il est l'un des précurseurs de l'emploi de « mise » sous sa forme substantive, pour désigner la manière de se vêtir, emploi critiqué en son temps, qui apparaît pour la première fois sous sa plume dans Les Contemporaines en 1780.
Philosophe réformateur longtemps ignoré, il envisagea tous les problèmes sociaux, y compris les tabous (la prostitution, l'inceste, etc.), préconisant d'ailleurs des solutions souvent conservatrices et répressives. Mais il conçut également une forme de communisme agraire. Saint-Simon et Fourier s'en inspirèrent, tout en voilant leur filiation.
Ses livres érotiques sont le plus souvent illustrés avec des femmes aux pieds minuscules et la bouche ronde. Celui qui est consacré aux filles du Palais-Royal est présenté comme un guide, mais il représente plutôt une série d’entretiens, à la manière d’un journaliste. À ceux qui lui reprochent le choix de ses sujets, il répond qu’il écrit des livres de médecine morale, que les principes en sont honnêtes, et qu’il ne peut peindre des mœurs pures puisque le siècle a des mœurs corrompues. Quoique son style soit couramment d’une grande platitude et souvent incorrect, Restif brosse néanmoins des tableaux riants et aimables, trouve des accents émus et allant au cœur, des dialogues naïfs et vrais sans grossièreté, écrivant des pages attendrissantes ou énergiques. Sa fécondité est extraordinaire et son succès très grand. À une époque où tant d’œuvres fadement libertines remplissent boudoirs et salons, une partie du public se prend de passion pour des romans qui portent le cachet de la vérité et de la franchise.
Ce graphomane, auteur de romans mais aussi de pièces de théâtre, d’une grande autobiographie dans la lignée de celle de Rousseau et tout aussi attachante, d’une utopie et de nombreux projets de réforme (sur la prostitution, le théâtre, la situation des femmes, les mœurs, la législation), est l’objet d’un regain de curiosité de la part de la critique universitaire, qui voit en lui un des représentants les plus exemplaires des Secondes Lumières, celles de la fin du siècle.

## Graffitis
Vers 1779, après qu'il est tombé amoureux d'une jeune femme, Restif se met à écrire quasi quotidiennement des graffitis sur les murs des immeubles de Paris, notamment sur l’île Saint-Louis. Certains sont rédigés en latin et contiennent des abréviations, d'autres ne sont constitués que d'une date.
Après quelques années, tandis que son activité est remarquée et de plus en plus mal perçue par la population, Restif décide de faire le relevé de toutes les traces qu'il a laissées et qui subsistent, dans un manuscrit qu'il intitule Mes inscriptions, conservé depuis le XIXe siècle à la bibliothèque de l'Arsenal. Son manuscrit terminé, il cesse ses graffitis. Le manuscrit a été transcrit et édité en 1889 chez Plon par Paul Cottin.

## Ouvrages publiés
(Liste non exhaustive)

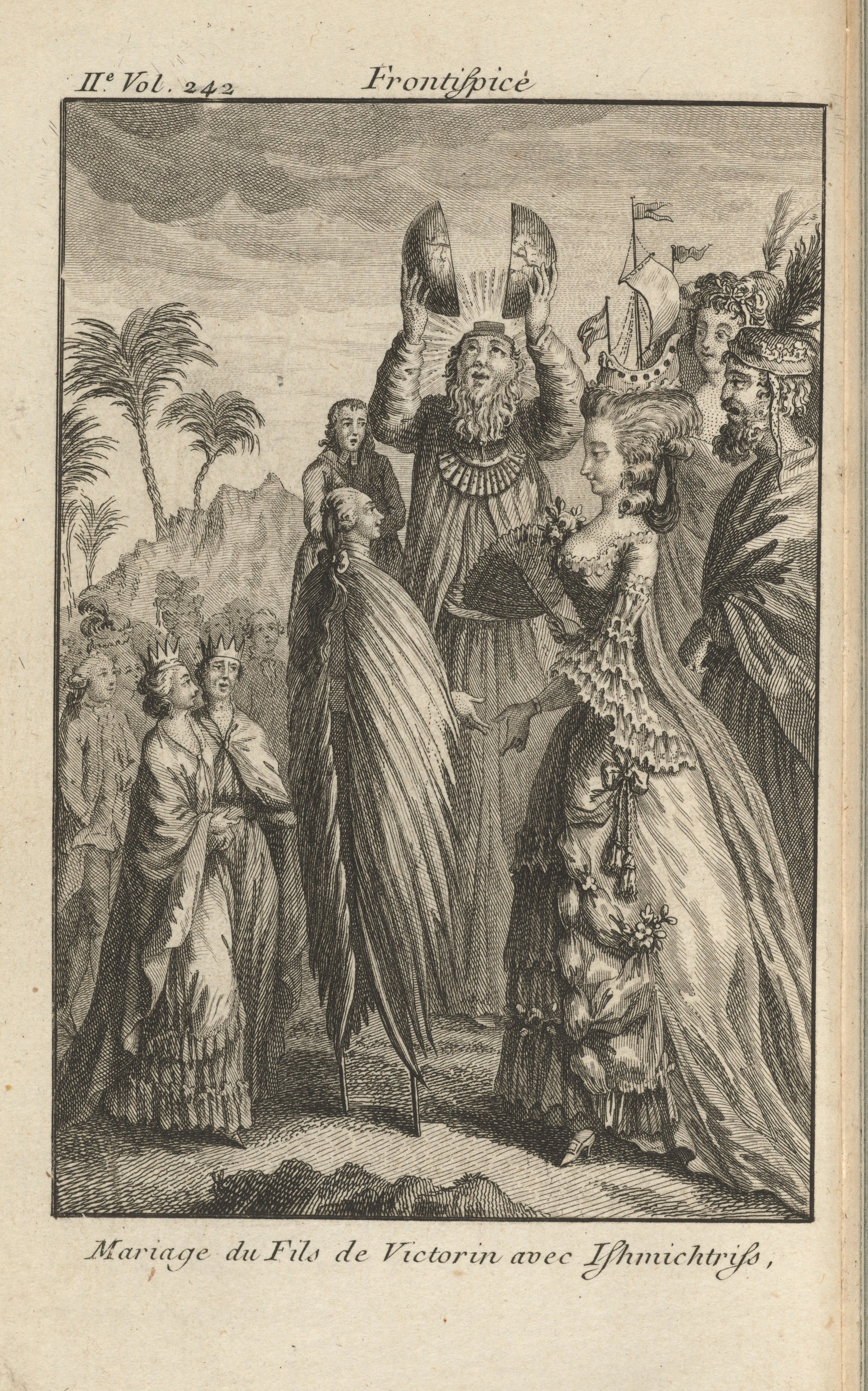
Frontispice de Louis Binet pour La Découverte australe par un homme volant, 1781.

- La Famille vertueuse, lettres traduites de l'anglais, Paris, 1767, 4 vol. in-12 de XXXVI-251, 288, 300 et 299 pages (tiré à 2 000 exemplaires).
- Lucile, ou le Progrès de la vertu, 1768, in-12, XVI-198 pages.
- Le Pied de Fanchette, ou le Soulier couleur de rose, 1769, 3 vol. in-12 de 160, 148 et 192 pages.
- Lettres de Lord Austin de N*** à Lord Humphrey de Dorset son ami, 1769, 2 vol. in-12 de XVI-248 et 215 pages (tiré à 1 500 exemplaires), rééd. sous le titre : La Confidence nécessaire, ou Lettres de Mylord Austin de Norfolk à Mylord Humphrey de Dorset, 1769.
- La Fille naturelle, 1769, 2 vol. in-12 de 171 et 202 pages (tiré à 1 000 exemplaires).
- [Lewis Moore], Le pornographe, ou Idées d'un honnête homme sur un projet de règlement pour les prostituées[45], Londres, Jean Nourse [fictif] / La Haye, [Pierre] Gosse Junior et Pinet, 1769, in-8°, 368 pages (rééd. 1774, 476 pages, et 1776, 492 pages).Ouvrage dans lequel il présente un projet de réforme de la prostitution.
- La Mimographe, ou Idées d'une honnête femme pour la réformation du Théâtre national, Amsterdam, 1770, in 8°, 466 pages (tiré à 2 000 exemplaires). Ouvrage relatif à un plan de réforme pour le théâtre.
- Le Marquis de T***, ou l'École de la jeunesse, Londres, 1771, 4 vol. in-12 de 192, 164, 200 et 182 pages.
- Adèle de Comm**, ou Lettres d'une fille à son père, 1772, 5 vol. in-12, 1 726 pages (tiré à 1 250 exemplaires).
- La Femme dans les trois états de fille, d’épouse et de mère. Histoire morale, comique et véritable, Londres, 1773, 3 vol. in-12 de 232, 202 et 202 pages (tiré à 1 000 exemplaires ; réédité en 1778 à 500 exemplaires).
- Le Ménage parisien, Paris, 1773, 2 vol. in-12 V-186-XXXII pages.
- Les Nouveaux Mémoires d’un homme de qualité, 1774, 2 vol. in-12, 591 pages.
- Le Paysan perverti, ou Les dangers de la ville, 1775, 1776, 4 vol. in-12.
- L’École des pères, 1776, 3 vol. in-8° de 480, 192 et 370 pages.
- Le Fin Matois, ou Histoire du Grand Taquin, traduite de l'espagnol de Quevedo, La Haye, 1776 [juin 1775], 3 vol. in-12 de [4]-VIII-207-[1], 214-[2], et 176 pages (soit 606 pages de texte) (tiré à 1 000 exemplaires).
- Les Gynographes, ou Idées de deux honnêtes femmes sur un projet de règlement proposé à toute l'Europe pour mettre les femmes à leur place et opérer le bonheur des deux sexes ; avec des notes historiques et justificatives, suivies des noms des femmes célèbres, 1777, in-8°.
- Le Quadragénaire, ou l'Âge de renoncer aux passions ; histoire utile à plus d'un lecteur, 1777, 2 vol. in-12 de 244 pages chacun.
- Le Nouvel Abeilard, ou Lettres de deux amants qui ne se sont jamais vus, 1778, 4 vol. in-12 de 448, 464, 472 et 423 pages.
- La Vie de mon père, 1779, 2 vol. in-12 de 152 et 139 pages.
- La Malédiction paternelle, lettres sincères et véritables de N.** ** *** à ses parents, ses amis et ses maîtresses, avec les réponses, recueillies et publiées par Timothée Joly, son exécuteur testamentaire, 1780, 3 vol. in-12, 830 pages.
- Les Contemporaines, ou Aventures des plus jolies femmes de l’Âge présent, 1780-85, 42 vol. in-12.
- La Découverte australe par un homme volant, ou Le Dédale français, nouvelle très philosophique, suivie de la Lettre d'un singe, 1781, 4 vol., 1 046 pages.
- L’Andrographe, ou Idées d'un honnête homme sur un projet de règlement, proposé à toutes les nations de l'Europe, pour opérer une réforme générale des mœurs et, par elle, le bonheur du genre humain. Avec des notes historiques et justificatives, 1782, in-8°.
- La Dernière aventure d’un homme de quarante-cinq ans, 1783, in-12, 528 pages.
- La Prévention nationale, action adaptée à la scène, avec deux variantes et les faits qui lui servent de base, 1784, 3 vol. in-12, 757 pages.
- La Paysanne pervertie, 1784, 4 vol. in-12.
- Les Veillées du Marais, ou Histoire du grand prince Oribeau, roi de Mommonie, au pays d'Evinland, et de la vertueuse princesse Oribelle, de Lagenie ; tirée des anciennes annales irlandaises et récemment translatée en français par Nichols Donneraill, du comté de Korke, descendant de l'auteur, 1785, 2 vol. in-12, 1 056 pages (réimpr. sous le titre de l’Instituteur d’un prince royal, 1791, 4 vol. in-12).
- La Femme infidèle (sous le pseudonyme de Maribert Courtenay), 1786, 4 vol. in-12, 979 pages.
- Les Françaises, ou XXXIV exemples choisis dans les mœurs actuelles, propres à diriger les filles, les femmes, les épouses et les mères, Neufchâtel, 1786, 4 vol. in-12, 1 220 pages.
- Les Parisiennes, ou XL caractères généraux pris dans les mœurs actuelles, propres à servir à l'instruction des personnes du sexe, tirés des mémoires du nouveau Lycée des mœurs, 1787, 4 vol. in-12, 1 460 pages.
- Théâtre, 1787-1792, 5 vol. in-12 (vol. 1 : La Prévention nationale, La Fille naturelle, La Cigale et la Fourmi, Le Jugement de Pâris, 1787, 428 pages ; vol. 2 : Les Fautes sont personnelles, Sa mère l'allaita, La Marchande de modes, La Matinée du père de famille, Le Réveil d'Épiménide, 1787-1788, 407 pages ; vol. 3 : La Sage Journée ou le Nouvel Épiménide, Le Père valet, Le Bouledogue, 1788-1789, 427 pages ; vol. 4 : Sa mère l'allaita, L'Épouse comédienne, L'An deux mille, 1789-1790, 209 pages ; vol. 5 : Le Libertin fixé, L'Amour muet, Edmond ou les Tombeaux, 1792, 221 pages)
- Les Nuits de Paris, ou le Spectateur-nocturne, 1788-1794, 8 vol. in-12, 3 919 pages.
- Ingénue Saxancour, ou la Femme séparée, 1789, 3 vol. in-12, 740 pages.
- Le Thesmographe, ou Idées d'un honnête homme sur un projet de règlement proposé à toutes les nations de l'Europe pour opérer une reforme générale des lois ; avec des notes historiques, 1789, in-8°.
- Monument du costume physique et moral, de la fin du XVIIIe siècle, Neuwied, 1789, in-folio.
- Le Palais-Royal, Paris, 1790, 3 vol. in-12, 816 pages.
- L’Année des dames nationales, ou Histoire jour par jour d’une femme de France, 1791-94, 12 vol. in-12, 3 825 pages.
- Le Drame de la vie, contenant un homme tout entier, pièce en treize actes d’ombres et en dix pièces régulières, Veuve Duchêne et Mérigot jeune, 1793 (mis en vente vers 1797), 5 vol. in-12 — comprenant dix « pièces régulières » : Madame Parangon ou le Pouvoir de la vertu, Zéphire ou l'Amante filiale, Rose et Eugénie ou le Gendre à l'épreuve, Élise ou l'Amante du mérite, Louise et Thérèse ou l'Amour et l'amitié, Virginie ou la Coquette, Sara ou le Dernier Amour, Agnès et Adélaïde ou le Dangereux Échange, Félicité ou le Dernier Amour, Filette reconnue – et neuf « actes des Ombres ») — ; contient le portrait de l'auteur par Binet et Berthet (daté 1785).
- Monsieur Nicolas, ou le Cœur humain dévoilé, 1794-97, 16 vol. in-12.
- Les Provinciales, ou Histoire des filles et femmes des provinces de France, dont les aventures sont propres à fournir des sujets dramatiques de tous les genres, 1795, 12 vol. in-12, 3 825 pages.
- La Philosophie de Monsieur Nicolas, 1796, 3 vol., in-12.
- L’Anti-Justine ou les délices de l’amour, 1798, œuvre érotique saisie par la police en 1802.
- Les Nouvelles contemporaines, ou Histoires de quelques femmes du jour, 1802.
- Les Posthumes, lettres reçues après la mort du mari, par sa femme qui le croit à Florence, par feu Cazotte, 1802, 4 vol. in-12 de 356, 360, 360 et 335 pages.
- Histoire des compagnes de Maria, ou Épisodes de la vie d'une jolie femme, ouvrage posthume de Restif de La Bretonne, 1811.
- Mes inscripcions : journal intime de Restif de La Bretonne (1780-1787), publié d'après le manuscrit autographe de la bibliothèque de l'Arsenal, avec préface, notes et index par Paul Cottin, Paris, Plon, 1889 [lire sur Wikisource]

## Postérité

### Représentations audiovisuelles
- Il est l'un des personnages principaux du film La Nuit de Varennes d'Ettore Scola, interprété par Jean-Louis Barrault.
- Dans Sara ou la dernière aventure d'un homme de quarante ans, de Marcel Bluwal, il est interprété par François Périer.
- Il est également un personnage de la série de romans policiers Nicolas Le Floch de Jean-François Parot.

### Toponymie
Des rues portent son nom notamment à Auxerre, Courgis, Dijon, Sacy et Vermenton.
À Paris, le square Restif-de-la-Bretonne est nommé ainsi en son hommage ; une plaque, voisine, indique l'endroit où il vécut.
Le collège de Pont-sur-Yonne porte son nom.
Un sentier de grande randonnée de pays (GRP) porte, dans l'Yonne, le nom "Restif de la Bretonne" et relie Sacy, son village natal, Courgis où son frère était curé et Auxerre, ville dans laquelle il fut apprenti imprimeur.